# 阿里斯托芬
阿里斯托芬（约前446年—前386年），古希腊喜劇作家，雅典公民。他是古希腊喜剧尤其是旧喜剧的重要代表，相傳寫有44部喜劇，現存《阿卡奈人》、《騎士》、《和平》、《鳥》、《蛙》等十一部，这些剧作被视为旧喜剧的典范。阿里斯托芬有「喜劇之父」之稱，也被称为“旧喜剧王子”。常认为他的剧作真实地还原了古希腊人的日常生活。时代同僚承认且畏惧他出众的嘲弄本领，柏拉图在《申辩篇》暗示，阿里斯托芬在《云》中对苏格拉底的诽谤间接导致了其受审与处决。
阿里斯托芬的第二部剧作《巴比伦人》（已遗失）被当时政治家克里昂控告为诬蔑城邦。他可能被告上了法庭，但具体细节不得而知。并且他仍在后续作品，尤其是在首部由自己出任导演的《骑士》中尖刻地讽刺克里昂。“依我看来”，他借戏剧合唱团说，“喜剧作家兼导演是最困难的工作”。

## 生平

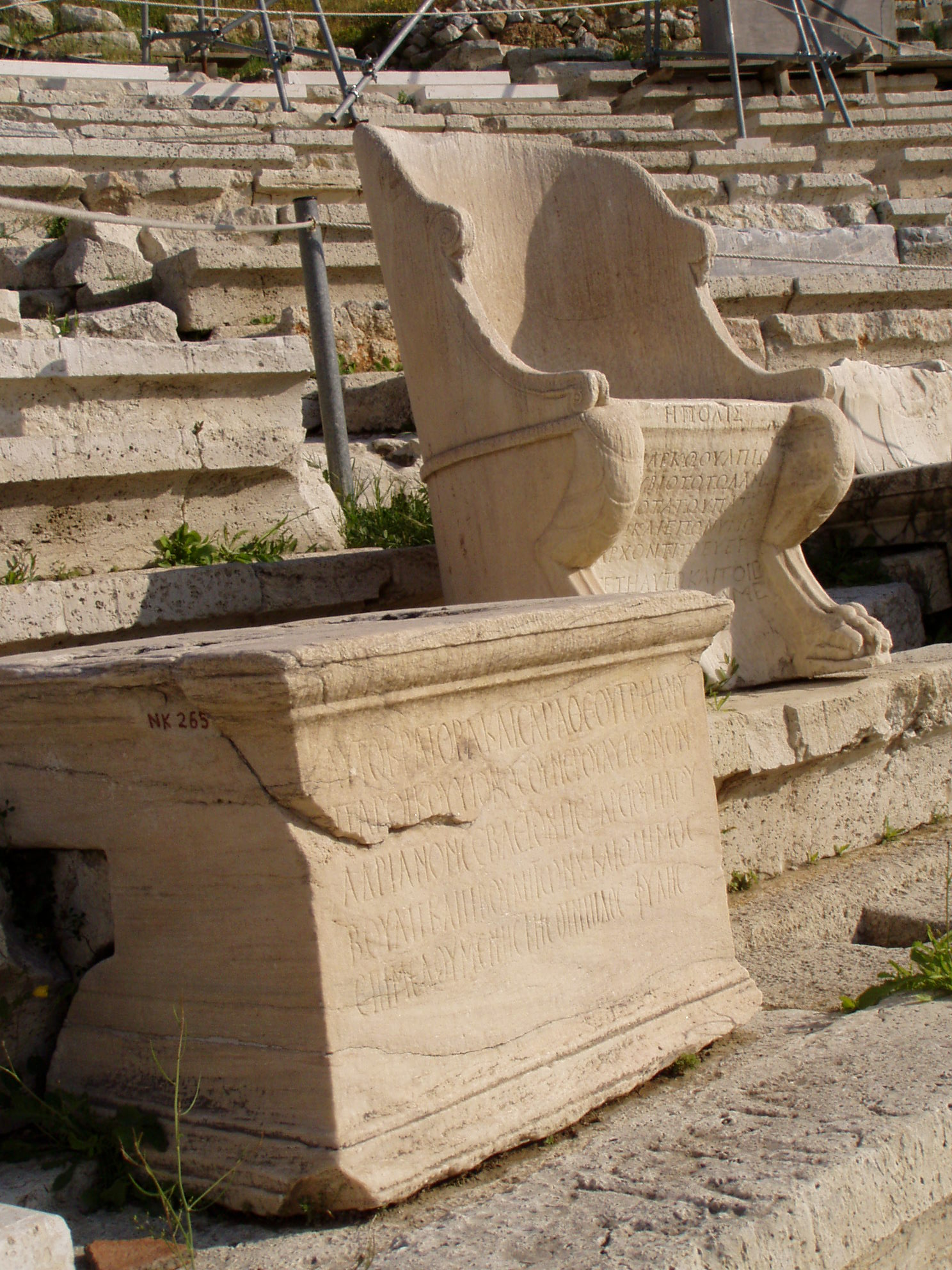
雅典的狄俄倪索斯剧场，在阿里斯托芬生活的时代，观众可能是坐在木质长椅上观看戏剧表演。

关于阿里斯托芬的生平并无多少记载，事实上人们常需要从他的作品中推断其生平。常认为在阿里斯托芬创作的旧喜剧中，戏剧合唱团的献诗（parabasis）可能包含了他的一些个人信息。不过这些信息大多是关于其作为剧作家的职业经历，私人生活的部分少有且模糊。他也是喜剧诗人，彼时古希腊社会视诗人为师（didaskalos），尽管所谓教师主要是指导合唱团的排演，但也涉及向观众评论社会议题。
阿里斯托芬声称自己为聪明且挑剔的观众写作，但也表示“其它时代”会根据观众对其作品的接受程度来评判他。他有时会吹嘘自己作为一个剧作家的原创性，但他的剧作却总是反对彼时雅典社会的激进变革。他讽刺同时代的艺术家（例如欧里庇得斯，却也不情愿的承认自己的作品受他影响）、政治家（尤其是信奉民粹主义的克里昂）、哲学家（苏格拉底是最为人所知的攻击目标）。这些嘲讽似乎显示出阿里斯托芬是个老派的保守主义者，但对此仍有争议。
常认为阿里斯托芬的创作动机是为取悦观众，并赢得戏剧奖项。他为雅典大型节日创作戏剧，例如酒神祭和城邦酒神节，剧作竞赛是这些节日的重要一环。剧作竞赛会事先用抽签方式选择五位评委，因此评委的构成有很大的不确定性，他们可能反映出大众的品味。节日剧场规模巨大，例如酒神节剧场至少可容纳10,000位观众。节日期间的活动十分密集，在酒神节期间，需要先上演三部悲剧、一部萨堤尔剧，然后才轮到喜剧。许多贫穷的公民（其中大部分都是煽動群眾者如克里昂的拥护者）在白天忙于生计，可能无法参与节日。因此剧作中显示出的保守主义观点或许反映了这些缺席者的主流观念。
戏剧的创作过程也可能影响剧作所表达的观点。在阿里斯托芬的几乎整个创作生涯，合唱团都是戏剧成功与否的关键，合唱团成员由赞助者负责选拔和资金筹措，而赞助者由执政官指派。赞助者会把自己对合唱团的赞助视为一项公民责任和公共荣誉，但阿里斯托芬在《骑士》中也表示，富裕公民可能会将公民责任视为煽動者和民粹主义者（如克里昂）对自己的惩罚。因此，剧作表达的保守观点可能也反映了雅典上层社会的想法，毕竟几乎所有剧作家都依靠这些富人的慷慨资助。
阿里斯托芬写下首部作品《宴会者》时，雅典正处于兴盛时期，伯罗奔尼撒战争刚开始四年。他常在剧中盛赞前代人取得的成就（马拉松战役的获胜），尽管这些前人并非沙文主义者，并坚定反对彼时雅典与斯巴达之间的战争。阿里斯托芬常在剧中嘲弄战争投机者，尤其是包括克里昂在内的民粹主义者。不过，到阿里斯托芬写下最后一部作品时（公元前386年左右），雅典已在伯罗奔尼撒战争中战败，帝国被解体，并从希腊的政治中心转变为了文化中心。作为上述转变的一部分，阿里斯托芬的创作也随着新潮流发生变化——他的剧作结构源于旧喜剧，而至其最后一部作品《财神》时已和新喜剧相似。尚不清楚这种转变是否仅是为了取悦观众。
阿里斯托芬在公元前427年的城邦酒神节上凭借《宴会者》（已遗失）获得了第二名，后又凭下一部作品《巴比伦人》（已遗失）获得了第一名。常有外国政要莅临酒神节，而《巴比伦人》令雅典当局有些难堪，因为阿里斯托芬在其中将提洛同盟的城邦描绘为磨坊中的奴隶。因此部分有影响力的人物（例如克里昂）控告此剧污蔑城邦，并可能对其作者采取了法律措施。庭审过程未有记载，不过在阿里斯托芬的第三部剧作《阿卡奈人》中，他借主角之口仔细区分了城邦与自己所讽刺的对象：
| -{ἡμῶν γὰρ ἄνδρες, κοὐχὶ τὴν πόλιν λέγω, μέμνησθε τοῦθ᾽ ὅτι οὐχὶ τὴν πόλιν λέγω, ἀλλ᾽ ἀνδράρια μοχθηρά, παρακεκομμένα...}- | 我们有些人，我并不是说城邦， 请你们千万记住，我不是说城邦， 而是说一些坏小子、假铜钱、冒牌货…… |

在后续创作生涯中，阿里斯托芬仍持续讥讽克里昂，不过这些讥讽似乎并未对其政治前途造成影响。在讥嘲克里昂的《骑士》上演几周后，克里昂入选了名望极高的雅典十将军。并且克里昂似乎也没有对阿里斯托芬的实际约束力，对他的嘲弄甚至在其死后仍继续。
因为缺乏关于阿里斯托芬的生平记载，学者只能依靠其剧作内容作出猜测。此外，希腊铭文、后世希腊化和拜占庭时期学者对其剧作的概述与评论也可提供一些线索。从上述来源尤其是对《骑士》和《云》两部剧作的评论中，我们可知阿里斯托芬的头三部剧作并非由自己担任导演，而是由卡利斯特拉图斯（Callistratus）和菲罗尼德斯（Philoneides）出任。阿里斯托芬似乎是有意将导演资格交于他们，因为在后续作品中他也常让上述两人担任导演，例如菲罗尼德斯还导演了《蛙》和《马蜂》。阿里斯托芬另用导演的习惯可能会令其生平变得更加扑朔迷离，因为剧作中透露的个人信息可能并非来自阿里斯托芬，而是来自该剧导演。例如《阿卡奈人》中有段话似乎暗示“诗人”与埃伊纳岛有较亲近的私人关系，而此剧主角抱怨克里昂曾因“去年的戏剧”而“把我拖进法庭”。
阿里斯托芬借《云》合唱团传达的信息似乎显示，他写下首部作品《宴会者》时还未满18岁。《马蜂》的合唱团献诗暗示，在完成《巴比伦人》或《骑士》之后，他与克里昂达成了暂时的和解。《云》和《和平》暗示阿里斯托芬是早秃。
阿里斯托芬至少获得过一次城邦酒神节第一名（公元前427的《巴比伦人》），至少三次酒神祭第一名，获奖作品包括公元前425年的《阿卡奈人》、公元前424年的《骑士》以及公元前405年的《蛙》。其中《蛙》还被获得了在下次节日重复演出的特殊荣誉。阿里斯托芬的儿子阿拉罗斯（Araros）也是喜剧诗人，他参与了父亲于公元前388年的戏剧《财神》的创作。阿拉罗斯也被认为在其父死后负责导演《科卡洛斯》和《埃俄洛西翁》，不过如今这两部剧本已遗失。他可能凭借《科卡洛斯》赢得了公元前387年的城邦酒神节奖项。似乎阿里斯托芬的二儿子菲利普斯（Philippus）曾获得两次酒神祭第一名，他或许也指导了欧布洛斯创作的部分戏剧。阿里斯托芬的三儿子名为尼科斯特剌托斯或菲莱泰罗斯（Philetaerus），后者名字曾两次出现在了酒神祭的获奖名录，首次是在公元前370年代晚期。
阿里斯托芬的形象也出现在了柏拉图的《会饮篇》，因此也有学者将此文本视为研究阿里斯托芬生平的来源，不过其中记录的真实性仍有疑问。在这篇作品中，包括阿里斯托芬与苏格拉底在内的数人在晚宴聚会，共同探讨关于爱的问题。聚会发生在讽刺苏格拉底的戏剧《云》上演后七年。角色阿尔西比亚德斯甚至还引用《云》的台词来嘲弄苏格拉底的装束。《会饮》中的苏格拉底和阿里斯托芬似乎并无不和。事实上，这篇文本中的阿里斯托芬形象算是和蔼，这或许是得益于柏拉图与阿里斯托芬之间良好的个人友谊。两人的友谊也可从阿里斯托芬的墓志铭得到印证，据说该墓志铭由柏拉图写成，其中这位剧作家的灵魂被比作是照耀美惠三女神的永恒光芒。《会饮》描写的聚会发生时柏拉图仍只是个孩子，因此文中对阿里斯托芬的描绘可能部分参考了其剧作内容。例如，聚会上众人探讨爱的定义，阿里斯托芬以生动的寓言阐释了自己的观点，这种表达方法也常出现在他的戏剧中。文中阿里斯托芬受打嗝的困扰，这或许是参照了其剧作中粗俗的肢体玩笑。阿里斯托芬告诉其他客人，自己乐于被认为是有趣的，但不愿显得可笑。这种对遭受嘲弄的警惕也与《骑士》中的描绘一致，阿里斯托芬在此剧中表示自己在见证其它剧作家受公众嘲弄后小心翼翼的走上了戏剧写作的道路。
阿里斯托芬平安度过了伯罗奔尼撒战争、两次寡头政变和两次民主复辟，这或许是因为他除了在剧中嘲弄政治外，在现实生活里并未深层参与其中。公元前4世纪初，他可能在某一年曾被指派为五百人會議的成员，不过这种任命在雅典式民主中十分常见。

## 语言使用

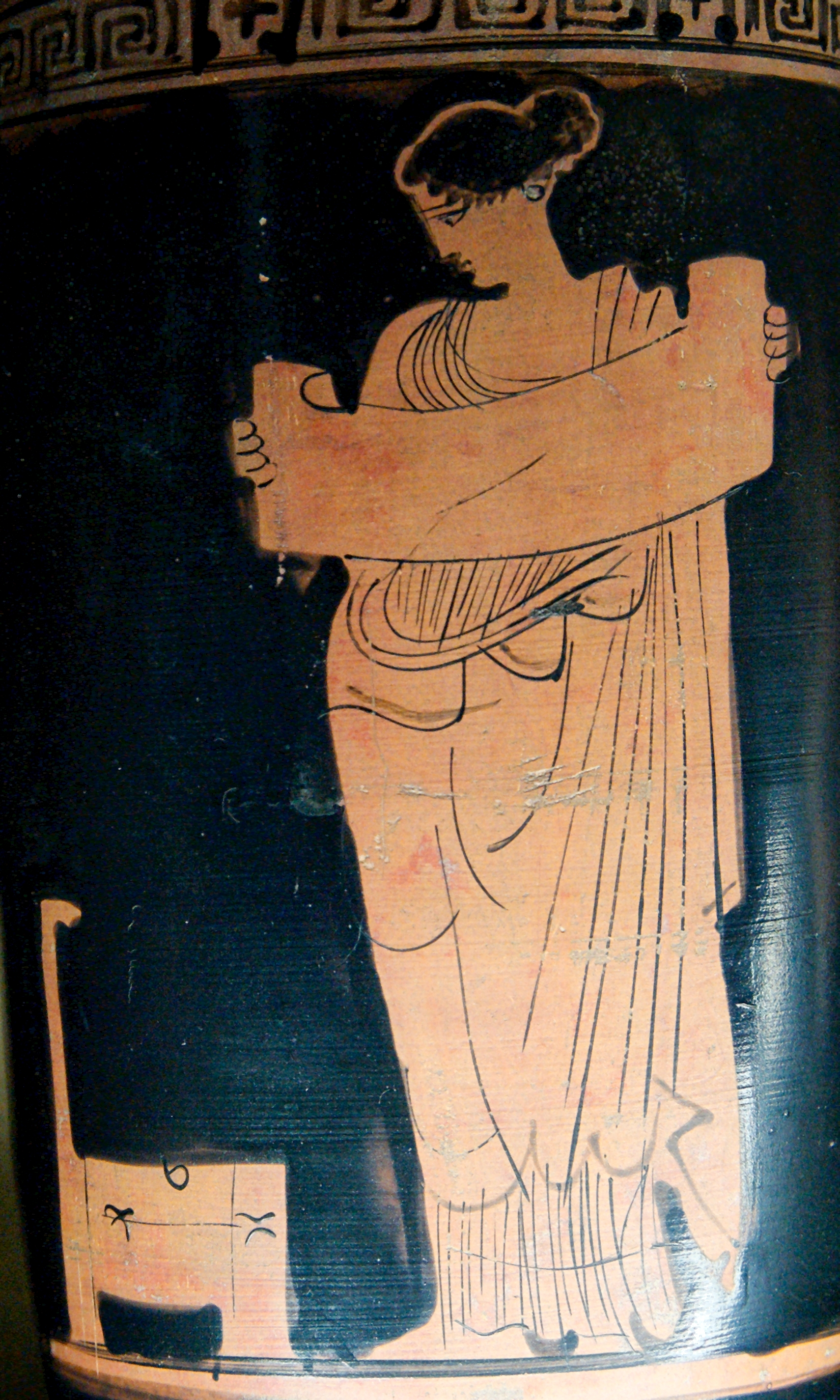
阅读的缪斯，藏于卢浮宫

过去学者认为，阿里斯托芬在戏剧中（以及大部分其它旧喜剧）所用的语言是阿提卡希腊语。雄辩家昆提利安认为阿提卡希腊语宏伟且散发魅力，因此每个演说者都应从旧喜剧中学习这种语言，在这方面他认为旧喜剧仅次于荷马的作品。公元4-5世纪人们对阿提卡希腊语复燃的兴趣可能导致了阿里斯托芬剧作的重新发现，并使其流传至今。阿提卡希腊语赋予了阿里斯托芬作品台词的诗意韵律。
对阿里斯托芬与其时代同僚而言，荷马与赫西俄德的作品构成了希腊历史文化的基石。因此诗歌在彼时社会更具备道德与社会意义，也是喜剧讽刺的重要主题。阿里斯托芬熟知传统，紧跟文学潮流，并时常参考其它剧作家的作品。参考对象不局限于同时代的喜剧作家如欧波利斯和赫尔米普斯，以及许多前辈喜剧作家，如迈格内斯、克拉特斯、克拉提努斯，更包括悲剧作家埃斯库罗斯、索福克勒斯和欧里庇得斯。上述三位悲剧作家都曾在阿里斯托芬的作品《蛙》中被提及。阿里斯托芬创作的抒情诗与这些悲剧大师不相上下。他似乎尤为仿照了欧里庇得斯的语言，以至于喜剧作家克拉提努斯称其为沉迷细节的“欧里庇得斯主义者”。
只有了解阿里斯托芬技巧精湛的诗歌形式，以及诗句韵律的差异与联系，才能达成对其戏剧充分赏析。阿里斯托芬的作品主要运用了三种诗歌形式：抑扬格对白、四步格诗节以及抒情：
- 抑扬格对白：阿里斯托芬利用抑扬格对白达成类似自然演讲的效果（类似英语诗人如莎士比亚使用的抑扬五步格），精巧的韵律使剧中对话与独白都显得十分自然。例如，《阿卡奈人》以角色狄开俄波利斯的三行独白开篇（英文版本使用了抑扬五步格）：

| How many are the things that vex my heart! Pleasures are few, so very few – just four – But stressful things are manysandthousandsandheaps! | 当今多少事伤了我的心！ 快意事少得很，少得厉害，只有三四件； 痛心事可真像海滩上的沙子数不清！ |

在此阿里斯托芬仔细编排了句子的结构，使每一句末尾词语都能达成喜剧效果。狄开俄波利斯的快意事是如此少，以至于他甚至数得清（τέτταρα，只有三四件），而他的痛心事却如此多，以至于需要亲自创造新词（ψαμμακοσιογάργαρα，manysandthousandsandheaps，海滩上的沙子）来表明这一点。合成词在剧中有多处使用，用以表现喜剧效果。
- 四音步诗行：这是一些抑抑揚格（英语：Anapaest）、扬抑格或抑扬格长诗行，每行为四个音步。这种形式被用于不同戏剧场景，例如：
  - 角色之间的正式辩论，一般是抑抑揚格韵律。
  - 情绪激动的对话或争论，一般是与早期悲剧作品相同的扬抑格韵律。
  - 合唱团的长篇献诗，使用抑抑揚格或扬抑格韵律。
  - 略高于普通对话的非正式争论，一般使用抑扬格。

抑抑揚格韵律较为自然活泼，例如许多五行打油詩就使用了这种韵律。扬抑格则更适合快速的语调。不过这些韵律也可相互组合，阿里斯托芬非常善于将这些韵律放入复杂句式，并修改韵律使其符合严肃讨论的场景。例如在《蛙》中的一段抑抑揚格诗行，埃斯库罗斯本想发表关于诗歌的严肃论述，却被酒神狄俄尼索斯以幽默言语打断：
| AES.:It was Orpheus singing who taught us religion and how wrong people are when they kill, And we learned from Musaeus medicinal cures and the science of divination. If it's farming you want, Hesiod knows it all, when to plant, when to harvest. How godlike Homer got to be famous, I'll tell if you ask: he taught us what all good men should know, Discipline, fortitude, battle-readiness. DIO.: But no-one taught Pantocles – yesterday He was marching his men up and down on parade when the crest of his helmet fell off! | 埃斯库罗斯：俄耳甫斯把秘密的教仪传给我们，教我们不可杀生； 穆赛俄斯传授医术和神示； 赫西俄德传授农作术、耕种的时令、收获的季节； 而神圣的荷马之所以获得光荣，受人尊敬，难道不是因为他给了我们有益的教诲， 教我们怎样列阵，怎样鼓励士气，怎样武装我们的军队吗？狄俄倪索斯：可是他没有把潘塔克勒斯那个大笨伯教会， 那家伙前几天带领游行队的时候，先把盔套在头上，然后束鬃毛。 |

在这段对话中，埃斯库罗斯以快速的抑抑揚格韵律开始演讲，至描述受人尊敬的诗人赫西俄德和荷马时节奏逐渐减慢，而到狄俄尼索斯叙述潘塔克勒斯的滑稽举动时又再次加快。这种韵律的微妙变化在阿里斯托芬的剧作中随处可见，这让严肃观点与引发观众兴趣的幽默言论得以共存。
- 抒情诗：现代人无从得知古希腊剧作演出时的伴奏音乐，并且古希腊语的韵律与现代语言差异巨大，读者很难从中体会到作者本意所期望达到的效果。然而，阿里斯托芬的剧作中仍不乏对现代人而言简洁且充满魅力的抒情诗。[72]许多优美的诗句都是赞美诗，穿插在喜剧表演间隙。[75]例如下面这段选自《马蜂》的文本，描绘了阿密尼阿斯因赌博失去所有财富后的情形，这段插曲语言真实自然，或许在演出时还伴随着欢快的音乐：[76]

| Though to myself I often seem A bright chap and not awkward, None comes close to Amynias, Son of Sellos of the Bigwig Clan, a man I once saw Dine with rich Leogorus. Now as poor as Antiphon, He lives on apples and pomegranates Yet he got himself appointed Ambassador to Pharsalus, Way up there in Thessaly, Home of the poor Penestes: Happy to be where everyone Is as penniless as he is! | 我时常自命聪明， 一点也不蠢笨； 但是塞罗斯的儿子阿密尼阿斯， 高髻族出身， 却比我更聪明。 他拿苹果和石榴充饥， 我曾经看见他在勒俄戈剌斯家里吃酒席； 他象安提丰那样饥肠辘辘。 他曾经出使法耳萨罗斯， 在那里形单影只， 同帖萨利亚的穷人来往， 他自己家道清贫， 不亚于任何人。 |

此诗的希腊语原版和英文译本中都藏有双关语，以“Penestes（Πενέσταισι，古希腊农奴）”暗指“penniless（πενέστης，身无分文）”。剧作各处都分布着双关语，其中有些可能尚未被现代研究者发现。有时甚至整个场景都构成双关，例如《阿卡奈人》中的墨伽拉农夫和他的猪的趣事：一个墨伽拉农夫违抗雅典人设立的交易禁令，并试图把自己的女儿伪装成小猪出售。“猪”在古希腊俗语中也有“婊子”的意思，并且鉴于伯罗奔尼撒战争的直接原因就是针对墨伽拉的贸易禁令，因此阿里斯托芬自然的将后续战乱的源头归结为“三个婊子”。
有学者指出，阿里斯托芬剧作语言中最重要的元素是意象，尤其是对明喻、隐喻和形象表达的使用。例如在《骑士》中，故事角色的耳朵可如雨伞一般打开和关闭，从而选择性地倾听特定言论。在《蛙》中，据说埃斯库罗斯学习马匹在沙坑里打滚，以此获取诗歌创作灵感。一些剧作以诗意而非宗教的方式表现人类的完美性，例如戏剧《鸟》中珀斯特泰洛斯与宙斯情人的婚礼，《骑士》末尾“重现”的辉煌旧雅典。

## 对修辞学的批评
阿里斯托芬批评修辞学的政治与道德土壤。他表示“一个接受修辞学训练的人可能会把他的聪明才智用于欺骗陪审团，他彻底地迷惑那些反对者，让审判失去了公正性。”他所说的是奉承的“艺术”，事实上他许多作品的创作基础就是对修辞学观点的攻击。其中最明显的攻击出现在《宴会者》中，两个不同教育背景的兄弟争辩谁所受的教育更好。其中一个兄弟接受的是“老式”教育，而另一个兄弟则似乎是诡辩训练的产物。
合唱团也被阿里斯托芬用于攻击修辞学，并宣扬经典教育的事物，例如公民的职责。阿里斯托芬认为，受教育的成年人有责任作为社会灯塔保护那些容易上当受骗者，使公众免受欺骗。他反对诡辩学家的理由之一是，在这些学派为学习者列出的清单中，金钱是首要条件。因此师从诡辩学家的学生多出生社会上层，从而排除了城邦中的其余阶级。阿里斯托芬认为教育和知识应当是一种公共服务，因此任何对有意学习之人的拒斥都是不可接受的。他总结说，所有学习修辞学的政治家都有“可疑的公民身份，不可告人的道德观，以及十足的傲慢。”

## 旧喜剧
在阿里斯托芬之前的喜劇作家不勝枚舉，但他現存的十一個劇本，卻是現存於世最早的希臘喜劇。其中前九部及在他之前的喜劇被稱為舊喜劇，剩餘的兩部後起的則被稱為中喜劇和新喜劇。阿里斯托芬的作品是旧喜剧的典范，因此如要更好理解他的戏剧作品，首先需要理解旧喜剧以及阿里斯托芬在其中占据的地位。旧喜剧的特点包括：

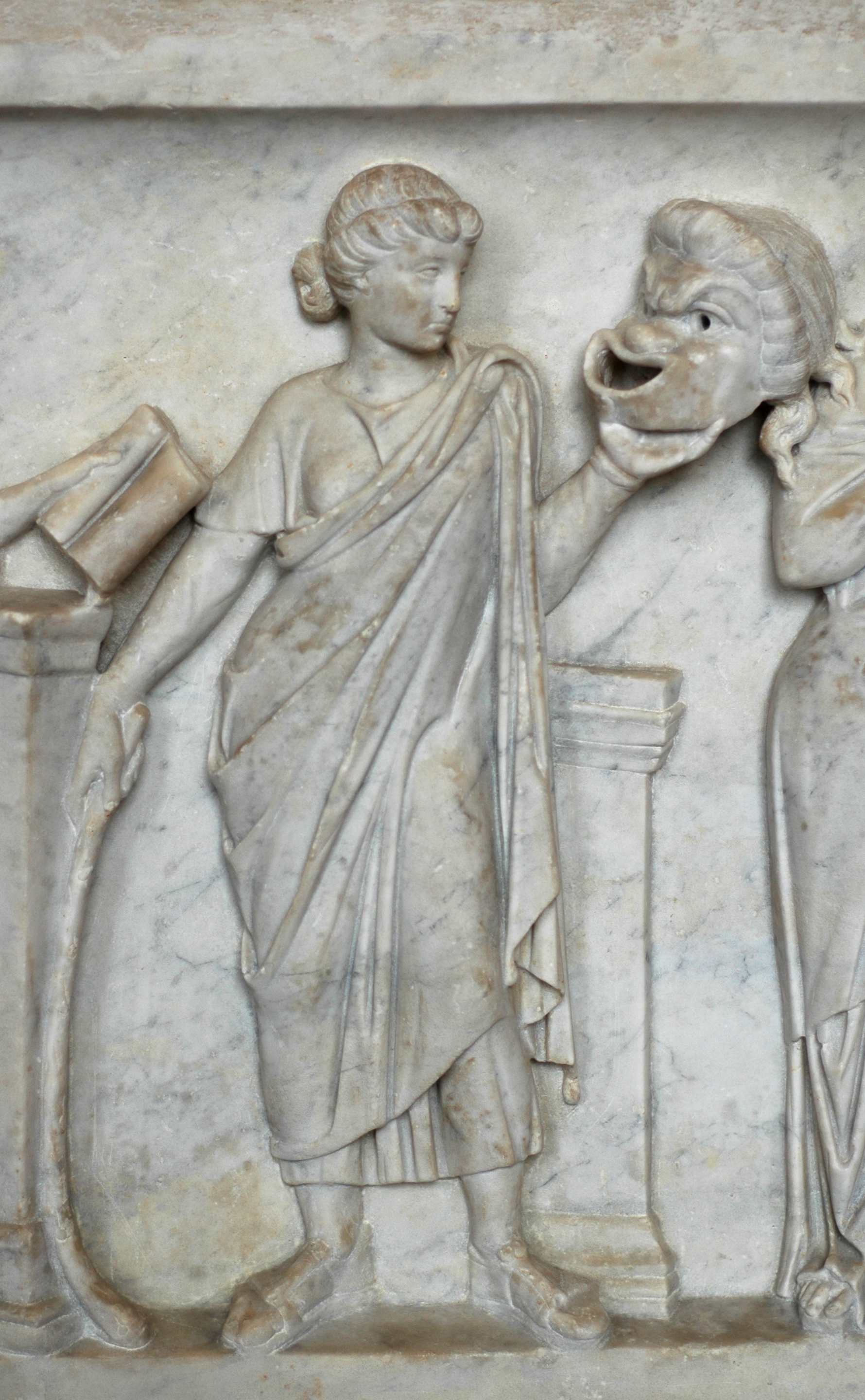
希腊神话中的喜剧缪斯塔利亚

- 包罗万象：旧喜剧使用诸多方式娱乐观众。它包含一个严肃的主旨，轻松的娱乐，优美的抒情诗，滑稽的文字游戏，下流的俗语，规整的诗篇，荒谬的剧情，以及形式化的戏剧结构。
- 幻想和荒谬：在旧喜剧中，幻想是不可忽视的元素。[85]剧中事态依照逻辑发展，却引致荒谬结局，从而带来喜剧效果。这与后世路易斯·卡羅的作品，以及欧仁·尤内斯库的荒诞派戏剧多有相似之处。[86]例如，戏剧《蛙》中酒神所穿的古怪戏服就是建立在逻辑基础上的荒谬元素——他穿着臧红色束腰外衣，因为柔弱是其神性之一；脚着厚底靴，因为他期望复兴悲剧艺术；身披狮皮斗篷，因为和赫拉克勒斯一样，他的使命领他进入冥府。此外，荒谬性也可从最初情节中依照逻辑发展而来。例如在戏剧《骑士》中，阿里斯托芬将克里昂对雅典人的腐败服务被比作奴隶对其主人的欺骗。而后竞争者的引入使剧情变得荒谬，克里昂与其竞争对手就如两位处于竞争关系的仆人，而克里昂对民众的欺骗，就如爱慕者争夺少年的爱，如神谕小贩争夺轻信公众的注意，如运动员争夺排名，如演说者争夺民众投票。
- 足智多谋的主角：在阿里斯托芬的喜剧中，主角多为思想独立、行为自主的形象。他有荷马笔下奥德修斯的正直，有与赫西俄德《工作与时日》里的农民类似的精明，却受制于腐败的政客和不可靠的邻居。通常他会为主角设计一段复杂、奇幻的旅程。[87]比如《阿卡奈人》的主角狄开俄波利斯设法与斯巴达人私下签订和平协议；《马蜂》的主角布得吕克勒翁为满足做陪审团上瘾的父亲，而把自己的家改造成了法庭；《和平》的主角特吕盖奥斯驾驭巨型甲虫飞上奥林匹斯山，以求伯罗奔尼撒战争的结束。《鸟》的主角珀斯特泰洛斯在天空建立了自己的王国，成为群鸟的领袖、众神的竞争者。
- 高超的编排：阿里斯托芬剧作有奇妙的剧情发展，流畅的转场以及无数的幽默小角色，而演出的主角却一般只有三位（有时合唱团领唱也作为第四主角发表演说）。[88]戏剧表演十分紧凑，歌曲与演说穿插其中，演员几乎没有时间下场休息或为场景变换做准备。
- 复杂的结构：剧作的情节变化总是遵循一种奇特的逻辑，却也有形式化的戏剧结构，并在后续剧情中以略微的变化重复。不同结构元素对应不同诗歌韵律，在翻译为其它语言后，这种关联就不可避免地遗失了。

### 戏剧结构
典型的阿里斯托芬旧喜剧結構分为以下几个部分：
- 开场白（prologue）：一段面向观众的介绍性场景或独白，主要是概括剧情的演进目标，这段台词为短長三步格。

- 进场诗（parados）：合唱团伴随歌舞入场，偶尔也穿插有角色之间的小冲突，这段常为四音步长诗。
- 对称场景（symmetrical scenes）：伴随歌曲和四音步长诗朗诵，编排为两个对称的部分，两部分可能在韵律、诗行长度上相似。戏剧结构中的献诗和辯論被认为是两类特殊的对称场景。
  - 献诗：合唱团直接面对观众发表言论，首次是在剧中，第二次是在接近剧末时。
  - 辯論：决定剧情发展方向的正式辩论，常是四音步抑抑扬格，有时也用抑扬格划定辩论的弱势方。[89]

- 科白：短長三步格对话部分，常出现在剧末以次要角色为主的场景。
- 歌舞插戏（songs）：通常为对称结构，两个部份有相同的韵律和行数。用作其它结构元素之间的转承，或在演员更换戏服时作为插曲加入。其中常有对当前剧情的评论。
- 退场诗（komos）：合唱团和演员们在庆祝主角获胜（或标志性的婚礼）的歌舞之中离场。

戏剧比赛的规则没有限制剧作家根据需求调整戏剧结构。例如在《阿卡奈人》和《和平》中没有正式的辩论，而在《云》中有两场辩论。

#### 献诗
戏剧中的献诗是合唱团或合唱团的主唱在演员离场后面对观众发表的演说。献诗所表达的观点可能来自剧本作者，也可能来自戏剧主角，虽然这种区分有时并不明显。一般而言，首次献诗出现在在剧情中段，而后在剧情接近尾声时有另一次献诗。献诗的各元素来自后世研究者的定义，或许阿里斯托芬本人对此理解更为宽泛。在不同剧作中，这些元素会有很大不同，并且同一部剧中的两次献诗也可能有明显差异。阿里斯托芬早期作品（从《阿卡奈人》到《鸟》）的形式极为统一，其中献诗通常包含下列元素：
- 开场：一些简短的，对下场演员的告别辞，例如（去狂欢吧！）。
- 主献诗（parabasis proper）: 通常是剧本作者对自己作品的辩护，以及对观众态度的批评。
- 快调: 紧随其后的短诗行，用以加快节奏。[92]
- 说唱对答（epirrhematic syzygies）: 对称场景，在韵律和诗行数量上保持一致。其作为首段献诗的一部份，以及几乎整个第二段献诗。它进一步被分为下列几个元素：
  - 正旋诗节（strophe）或颂（ode）：合唱团演唱的，韵律多变的诗行。首次献诗时作为对神的赞美，第二次献诗时作为喜剧插曲。
  - 說唱：常为四音步抑揚格长诗行。一般由合唱团领队演说，包含广泛的政治意涵。[93]
  - 反旋诗节（antistrophe）或反颂（antode）：在韵律、长度和功能上与正旋诗节或颂一致。
  - 對答：另一宣讲段落，在韵律、长度和功能上与說唱一致。

《马蜂》的剧本被认为是对上述元素的最好示范，其中戏剧结构诸元素可此剧下列各行找到：
| 《马蜂》中的献诗元素 | 首段献诗          | 第二段献诗        |
| -------------------- | ----------------- | ----------------- |
| 开场                 | 第1009–1014[95]行 | ---               |
| 主献诗               | 第1015–1050行     | ---               |
| 快调                 | 第1051–1059行     | ---               |
| 正旋诗节             | 第1060–1070行     | 第1265–1274[95]行 |
| 說唱                 | 第1071–1090行     | 第1275–1283行     |
| 反旋诗节             | 第1091–1101行     | 缺失              |
| 對答                 | 第1102–1121行     | 第1284–1291行     |
文本损坏可能导致了《马蜂》第二段献诗中反旋诗节的缺失。不过，即使是在阿里斯托芬早期作品中，各结构也可能有所差异。例如《云》中的主献诗（第518-562行）的韵律为欧波利得（eupolidean）而非抑抑揚格，并且其第二段献诗（第1113-1130行）包含开场，却没有正旋诗节、反旋诗节和对答。《阿卡奈人》第二段献诗（第971-999行）被认为是混合了歌舞插戏（也即宣讲只是作为正旋诗节和反旋诗节的延续），并且与典型的献诗不同，似乎在其发表评论时，舞台上的演员们仍在进行表演。为理解阿里斯托芬的戏剧，人们先要对旧喜剧元素（例如献诗）有所了解。而从另一方面而言，要准确理解这些戏剧元素，首先要对戏剧作品有敏锐的欣赏能力。

## 影响

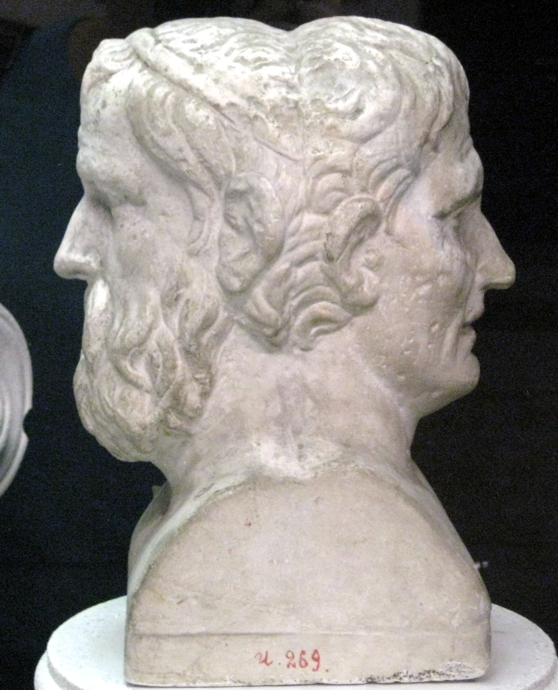
旧喜剧大师阿里斯托芬（左）和新喜剧大师米南德（右）。

悲剧作家索福克勒斯和欧里庇得斯在伯罗奔尼撒战争末期去世，古希腊悲剧的发展就此停滞。但作为古希腊喜剧作家代表的阿里斯托芬平安渡过了战争，因此喜剧艺术在他的帮助下得以持续演变至新的形式。根据公元9世纪普拉图纽斯的记录，阿里斯托芬的晚期作品《埃俄洛西翁》即无献诗也没有合唱抒情诗（因此被归为中喜剧），而《科卡洛斯》包含了新喜剧的所有元素，包括一次强奸与相认场景。阿里斯托芬似乎也清楚自己在古希腊喜剧发展中的地位，他在剧作《云》中评论说，其他时代的观众将会依据此剧的反响给他合理的评价。《云》在首演时仅获第三名，后世流传的剧本显示阿里斯托芬曾对其做了修改，以让该作品更适合阅读而非演出。阿里斯托芬作品抄本的流传使其影响力不再局限于剧院观众。事实上，剧院观众对当时的雅典社会似乎没有多少影响力，他们无法干预克里昂的政治前途，无法说服雅典人与斯巴达和平共处，甚至可能没有影响到苏格拉底的受审与处决——苏格拉底受审的原因可能源自民众对其密友（如阿尔西比亚德斯）的愤怒，而死刑可能是因为他在庭审时毫不妥协的态度。后世对这些剧作抄本有诸多用途，例如雄辩家昆提利安推荐人们学习其中的修辞艺术，公元四、五世纪的学生从中研究阿提卡希腊语。柏拉图可能将一些剧作抄本赠送给了大狄奥尼西奥斯，以帮助他了解彼时雅典政府与日常生活。
安德烈亚斯·迪乌斯（威尼斯，1528）的阿里斯托芬剧作拉丁文译本在文艺复兴时期欧洲广为流传，而后又被转译为多种现代语言。17世纪法国剧作家让·拉辛效仿阿里斯托芬的《马蜂》创作了喜剧《讼棍》（法語：Les Plaideurs）。德国文学家歌德从阿里斯托芬的作品中寻求比普劳图斯和泰伦提乌斯更温暖活泼的喜剧形式，他在魏玛改编了剧作《鸟》。19至20世纪，阿里斯托芬同时吸引了激进派与保守派的注意——苏俄首任国民教育人民委员会委员阿纳托利·卢那察尔斯基宣称阿里斯托芬在无产者剧院中有永久席位，而保守的普鲁士知识分子将阿里斯托芬作品阐释为对社会改革的讽刺。1959年，希腊前卫剧作家卡洛斯·昆在雅典卫城前导演了《鸟》，期望借阿里斯托芬的声音打破现代希腊的历史禁锢。
阿里斯托芬的剧作超越了艺术的范畴，作为历史窗口，人们得以从中窥探古雅典的政治与日常生活。就此而言，这些剧本的地位与修昔底德的作品相当。阿里斯托芬的剧作对后世戏剧创作影响深远，更影响了后人对戏剧的理解。例如，从吉尔伯特与萨利文的轻歌剧中人们能看到有关阿里斯托芬作品的洞见，而从阿里斯托芬的作品中人们可以找到有助于理解轻歌剧的相似点。剧作也为后世留下了一些著名的格言，例如出自《鸟》的“言语为思想安上了翅膀”。
以下是受阿里斯托芬影响的后世作品：

### 戏剧
- 1909年，剑桥大学本科生以希腊语演出的《黄蜂》，由雷夫·佛汉·威廉斯作曲。
- 2004年7-10月，由納坦·朗改编的《蛙》，史蒂芬·桑坦作词曲，在百老汇维维安博蒙特剧院（英语：Vivian Beaumont Theater）上演。
- 1962-2006年，伦敦国王学院师生演出的多部阿里斯托芬希腊语原版剧作[112]：
  - 《蛙》1962，1971，1988年
  - 《鸟》1982，2000年
  - 《地母节妇女》1965，1974，1985年
  - 《阿卡奈人》1968，1992，2004年
  - 《云》1977，1980年
  - 《伊克里西阿》2006年
  - 《和平》1970年
  - 《马蜂》1981年
- 2002年，罗伯特·布鲁斯坦（英语：Robert Brustein）改编的《利西翠妲》，高爾特·麥地蒙（英语：Galt MacDermot）作曲，由美国剧目剧团在波士顿演出。
- 2008年5-6月，大衛·格林斯潘（英语：David Greenspan）改编的《蛙》，托馬斯·卡巴尼斯（英语：Thomas Cabaniss）作曲，由经典舞台公司（英语：Classic Stage Company）在纽约演出。

### 文学
- 浪漫主义诗人雪莱曾模仿阿里斯托芬的《蛙》写过一部喜剧《肿脚暴君》，起因是意大利圣朱利亚诺-米拉内塞住处窗外的猪群奔跑使他想到了《蛙》的合唱团。[113]
- 在哈利·托特達夫（英语：Harry Turtledove）的系列小说《希腊商贩（英语：Hellenic Traders）》中，角色梅内德莫斯（Menedemos）频繁提及阿里斯托芬（尤其是他的剧作《云》）。
- 在1980年代，阿里斯托芬作品被改编为漫画杂志形式，最初由Agrotikes Ekdoseis公司出版，而后由其它公司再版。在这些改编作品中，阿里斯托芬是故事的讲述者，导演戏剧，甚至参与自己作品的表演。

### 电台节目
- 《現時衛城（英语：Acropolis Now (radio)）》是BBC制作的一档喜剧电台节目，背景设定在古希腊，其中描绘了阿里斯托芬、苏格拉底等古希腊著名人物。
- 《阿里斯托芬反对世界》是由马丁·韦德（Martyn Wade）创作，在BBC广播四台播出的广播剧，剧情基于阿里斯托芬的几部戏剧作品，由克莱夫·梅里森（英语：Clive Merrison）为阿里斯托芬配音。
- 2005年，大衛·龐特尼（英语：David Pountney）将阿里斯托芬的《马蜂》改编为了广播剧，其中插曲来自雷夫·佛漢·威廉斯。

### 音乐
- 《阿里斯托芬喜剧的讽刺舞蹈》是由诺曼·德洛乔伊奥在1975年创作的三乐章作品，目的是为纪念美国独立战争200周年。
- 雷夫·佛漢·威廉斯于1909年为剑桥大学演出的《马蜂》编写了同名插曲（英语：The Wasps (Vaughan Williams)）。[114]

## 劇作

### 現存的劇作
下述剧作大多使用拉丁文缩写指代。在古典文学研究中，拉丁文仍是学者们的常用语言。
- 前425年：《阿卡奈人》（The Acharnians,  Akharneis; Attic ）
- 前424年：《騎士》（The Knights,  Hippeis; Attic ）
- 前423年：《雲》（The Clouds,  Nephelai），原始版本创作于公元前423年，如今现存的是公元前419至416年的未完成修订版本。
- 前422年：《马蜂》（The Wasps,  Sphekes）
- 前421年：《和平（英语：Peace (play)）》（Peace,  Eirene）
- 前414年：《鳥（英语：The Birds (play)）》（The Birds,  Ornithes）
- 前411年：《利西翠妲》（Lysistrata,  Lysistrate）
- 前411年：《地母节妇女》（Thesmophoriazusae,  Thesmophoriazousai）
- 前405年：《蛙（英语：The Frogs）》（Frogs,  Batrakhoi）
- 前392年：《伊克里西阿（英语：Assemblywomen）》（又译《公民大会妇女（英语：Assemblywomen）》）（Ecclesiazusae,  Ekklesiazousai）
- 前388年：《普魯特斯（英语：Plutus (play)）》（或《财神（英语：Plutus (play)）》）（Plutus,  Ploutos）

### 已定年的遗失作品
- 前427年：《宴会者》（Banqueters, Δαιταλεῖς Daitaleis）
- 前426年：《巴比伦人》（Babylonians, Βαβυλώνιοι Babylonioi）
- 前424年：《农民》（Farmers, Γεωργοί Georgoi）
- 前423年：《商船》（Merchant Ships, Ὁλκάδες Holkades）
- 前423年：《雲》首版
- 前422年：《准备反抗》（Proagon, Προάγων）
- 前414年：《两栖动物》（Amphiaraus Ἀμφιάραος）
- 前408年：《普魯特斯（英语：Plutus (play)）》首版
- 前407年左右：《纪瑞达斯》（Gerytades , Γηρυτάδης）
- 前387年：《科卡洛斯》（Κώκαλος）
- 前386年：《埃俄洛西翁》（Αἰολοσίκων）第二版

### 未知年份的遗失作品
- 《埃俄洛西翁》(首版)
- 《阿纳吉鲁斯》（Anagyrus, Ἀνάγυρος）
- 《烤盘人》（Frying-Pan Men, Ταγηνισταί Tagenistai）
- 《代达洛斯》（Daedalus, Δαίδαλος）
- 《達那伊得斯》（Danaids, Δαναΐδες Danaides）
- 《半人馬》（Centaur, Κένταυρος Kentauros）
- 《英雄》（Heroes, Ἥρωες）
- 《利姆尼亚妇女》（Lemnian Women, Λήμνιαι Lemniai）
- 《旧时代》（Old Age, Γῆρας Geras）
- 《和平》（第二版）
- 《腓尼基妇女》（Phoenician Women, Φοίνισσαι Phoinissai）
- 《波呂伊多斯》（Polyidus, Πολύιδος）
- 《季节》（Seasons, Ὧραι Horai）
- 《鹳》（Storks, Πελαργοί Pelargoi）
- 《泰尔弥赛安斯》（Telmessians, Τελμησσεῖς Telmesseis）
- 《特瑞法里斯》（Triphales, Τριφάλης）
- 《地母节妇女》（第二版）
- 《帐篷中的妇女》（Women in Tents, Σκηνὰς Καταλαμβάνουσαι Skenas Katalambanousai）

### 疑作 （可能由阿基普斯所作）
- 《狄俄尼索斯船难》（Dionysus Shipwrecked, Διόνυσος Ναυαγός Dionysos Nauagos）
- 《岛》（Islands,Νῆσοι Nesoi）
- 《尼欧伯斯》（Niobos, Νίοβος）
- 《诗》（Poetry, Ποίησις Poiesis）

### 脚注
1. 1 2  Barrett 1964，第9頁
2. ↑  Roman, Luke; Roman, Monica. . Infobase Publishing. 2010: 81. ISBN 978-1438126395 （英语）.
3. ↑  Aristophanes: Clouds，第x頁.
4. ↑  Edith Hall and Amanda Wrigley. . Oxford: Legenda. 2007: 1.
5. ↑  Ebenezer Cobham Brewer. . manybooks.net.   [2022-12-15]. （原始内容存档于2022-10-09）.
6. ↑  Barrett 2003，第26頁
7. ↑  Apology, Greek text, edited by J. Burnet, section 19c
8. ↑  柏拉图. . 商务印书馆. 1983: 53  [2023-02-09]. ISBN 978-7-100-02764-9. （原始内容存档于2023-02-09） （中文）. 你们已于阿里斯徒放内士的喜剧中见到一个苏格拉底，自命能排云乘雾，说些我毫不分晓的无稽之谈。我说这话并不是轻蔑那知识，如有人是那方面的智者；我只是不甘心对迈雷托士诬告的如此大罪申辩，因为，我的雅典人啊，我与那种知识毫无干系。
9. ↑  古希臘語：." F. W. Hall; W. M. Geldart (编). . Oxford Classical Texts. "Knights" line 516
10. ↑  Barrett 1964，第21頁
11. ↑  Aristophanes: Clouds，第xiv頁.
12. ↑  Aristophanis Comoediae Tomus 1, F. W. Hall and W. M. Geldart (eds), Oxford Classical Texts, Clouds, pp. 520–525
13. ↑  Aristophanis Comoediae Tomus 1, F. W. Hall and W. M. Geldart (eds), Oxford Classical Texts, Clouds, pp. 560–562
14. ↑  Wasps 1536–1537  （页面存档备份，存于） Wikisource (original Greek), Clouds, pp. 545–548, Peace, pp. 739–758
15. 1 2  Barrett 2003，第9頁
16. ↑  Andrewes, Antony. Greek Society. Pelican Books, 1981, pp. 247–248
17. ↑  Aristophanes: Lysistrata, The Acharnians, The Clouds A. H. Sommerstein (ed), Penguin Books 1975, p. 9 footnote
18. ↑  Barrett 1964，第25頁
19. ↑  Barrett 1964，第26頁
20. ↑  Aristophanis Comoediae Tomus 1, F. W. Hall and W. M. Geldart (eds), Oxford Classical Texts, The Knights lines 911–925
21. ↑  Rennie, W. The Acharnians of Aristophanes, Edward Arnold (London, 1909), p. 7 (reproduced by Bibliolife)
22. ↑  Wasps 1075–1101  （页面存档备份，存于） Wikisource (original Greek), Knights 565–576
23. ↑  Acharnians Wikisource (Greek Text) （页面存档备份，存于） 692–700
24. ↑  Aristophanes: Lysistrata, The Acharnians, The Clouds A. H. Sommerstein (ed), Penguin Books 1975, pp. 13–14
25. ↑  Barrett 1964，第12頁
26. ↑  "Greek Drama" P. Levi in The Oxford History of the Classical World J. Boardman, J. Griffin, O. Murray (eds), Oxford University Press 1986, p. 177
27. ↑  The Acharnians, Wikisource  （页面存档备份，存于） lines 515–517
28. 1 2 3  阿里斯托芬喜剧六种，阿卡奈人.
29. ↑  Barrett 2003，第34頁
30. ↑  D. Welsh, 希腊铭文 ii2 2343, Philonides and Aristophanes' Banqueters, Classical Quarterly 33 (1983)
31. ↑  Knights 512–514
32. ↑  Clouds 530–533
33. ↑  Ian Storey, General Introduction, in Clouds, Wasps, Birds By Aristophanes, Peter Meineck (translator), Hackett Publishing 1998, p. xiii
34. ↑  MacDowell (1971), p. 124
35. ↑  The Acharnians  （页面存档备份，存于） Wikisource (original Greek) lines 652–654
36. ↑  The Acharnians  （页面存档备份，存于） Wikisource (original Greek) lines 377–382
37. ↑  Aristophanis Comoediae Tomus 1, F. W. Hall and W.  M. Geldart (eds), Oxford Classical Texts, The Clouds lines 528–32
38. ↑  Aristophanes: Lysistrata, The Acharnians, The Clouds Alan Sommerstein (ed), Penguin Classics 1975, p. 9
39. ↑  Wasps  （页面存档备份，存于） Wikisource (original Greek) lines 1265–1291
40. ↑  MacDowell (1978), p. 299
41. ↑  Aristophanis Comoediae Tomus 1, F. W. Hall and W. M. Geldart (eds), Oxford Classical Texts, Clouds 540–545, Peace 767–774
42. ↑  希臘銘文 II2  （页面存档备份，存于） 2325. 58
43. ↑  Aristophanes, testimonium 1, lines 54–56, in Kassel-Austin, Poetae Comici Graeci vol. III.2 (Berlin 1984), p. 4.
44. ↑  Aristophanes, Κώκαλος, testimonium iii, in Kassel-Austin, Poetae Comici Graeci vol. III.2 (Berlin 1984), p. 201.
45. ↑  希腊铭文 II2  （页面存档备份，存于） 2318. 196
46. ↑  希腊铭文 II2 2325. 140
47. ↑  Eubulus, testimonium 4, in Kassel-Austin, Poetae Comici Graeci vol. V (Berlin 1986), p. 188.
48. ↑  Clouds Peter Meineck (translator) and Ian Storey (Introduction), Hackett Publishing 2000, p. xviii
49. ↑  希腊铭文 II2 2325. 143 (just after Anaxandrides and just before Eubulus)
50. ↑  Aristophanes: Clouds，第ix頁，note 1.
51. ↑  Symposium 221B; Plato Vol.3, Loeb Classical Library (1975), p. 236
52. ↑  Sommerstein, Alan (ed). Aristophanes: Lysistrata, The Acharnians, The Clouds. Penguin Books, 1973, p. 10
53. ↑  Barrett 2003，第10頁
54. ↑  The Symposium original Greek text:section 189b （页面存档备份，存于）
55. ↑  The Symposium (English translation) Benjamin Jowett （页面存档备份，存于） (scroll half way down).
56. ↑  Aristophanis Comoediae Tomus 1, F. W. Hall and W. M. Geldart (eds), Knights lines 507–550
57. ↑  Aristophanes: Clouds，第ix頁.
58. ↑  Barrett 2003，第7頁
59. 1 2  The Orator's Training Quintilian 10.1.65–66, cited in Barrett 2003，第15頁
60. ↑  Quintilian 10.1.65–66 10.1.61
61. ↑  Barrett 1964，第151–152頁
62. ↑  Aristophanis Comoediae Tomus 1, F. W. Hall and W. M. Geldart (eds), Oxford Classical Texts, Clouds lines 553–554
63. ↑  Aristophanis Comoediae Tomus 1, F. W. Hall and W. M. Geldart (eds), Oxford Classical Texts, Knights lines 519–540
64. ↑  Barrett 1964，第30頁
65. ↑  MacDowell (1978), p. 21
66. ↑  Barrett 2003，第7–8頁
67. ↑  The Acharnians （页面存档备份，存于） Wikisource (original Greek) lines 1–3
68. 1 2  MacDowell (1978), p. 17
69. ↑  MacDowell (1978), p. 13
70. ↑  Sommerstein, Alan (ed). Aristophanes: Lysistrata, The Acharnians, The Clouds. Penguin Classics 1973, p. 37
71. ↑  L. P. E. Parker, The Songs of Aristophanes, Oxford, 1997, p. 36
72. 1 2  Barrett 2003，第27頁
73. ↑  Aristophanis Comoediae Tomus 2, F. W.  Hall and W. M. Geldart (eds), Oxford Classical Texts, Frogs lines 1032–1038
74. ↑  阿里斯托芬喜剧六种，蛙.
75. ↑  Greek Drama, Peter Levi, in The Oxford History of the Classical World edited by J. Boardman, J. Griffin and O. Murray, Oxford University Press 1986, p. 175
76. ↑  MacDowell (1978) p. 27
77. ↑  MacDowell (1978), Wikisource:  （页面存档备份，存于） lines 1265–1274
78. ↑  阿里斯托芬喜剧六种，马蜂.
79. ↑  Barrett 2003，第21頁
80. ↑  The Acharnians  （页面存档备份，存于） Wikisource (original Greek) lines 729–835
81. ↑  Aristophanis Comoediae Tomus 1, F. W. Hall and W. M. Geldart (eds), Oxford Classical Texts, Knights lines 1347–1348;
82. ↑  The Frogs lines 902–904
83. 1 2 3  Murphy, Charles T. "Aristophanes and the Art of Rhetoric." Harvard Studies in Classical Philology 49 (1938): 69–113. Web. Accessed on 28 September 2014.
84. ↑  Major, Wilfred E. Aristophanes: Enemy of Rhetoric. N.P.: N.P., 1996. Print.
85. ↑  Aristophanes: Clouds，第xiii頁.
86. ↑  Aristophanes: Wasps，第12頁.
87. ↑  Clouds Peter Meineck (translator) and Ian Storey (Introduction), Hackett Publishing 2000, p. viii
88. ↑  Barrett 1964，第17頁.
89. ↑  Aristophanes: Wasps，第546-630頁.
90. ↑  Aristophanes: Lysistrata, The Acharnians, The Clouds A. Sommerstein, Penguin Classics 1975, p. 27
91. ↑  Aristophanes: Wasps，第261頁.
92. ↑  Aristophanes: Wasps，第27頁.
93. ↑  Aristophanes: Clouds，第126頁.
94. ↑  Aristophanes: Wasps，第298頁，note 1283.
95. 1 2  . el.wikisource.org.   [2023-02-05]. （原始内容存档于2023-06-22）.
96. ↑  Aristophanes: Wasps，第298-299頁.
97. ↑  Aristophanes: Clouds，第119頁，note 518–562.
98. ↑  . el.wikisource.org.   [2023-02-05]. （原始内容存档于2023-10-04）.
99. ↑  Comedy E. Handley in 'The Cambridge History of Classical Literature I', P. Easterling, R. MacGregor Walker Knox, E. Kenney (eds), p. 360
100. ↑  "Greek Drama" Peter Levi, in The Oxford History of the Classical World J. Boardman, J. Griffin and O. Murray (eds), Oxford University Press 1986, p. 176
101. ↑  E. W. Handley, 'Comedy' in The Cambridge History of Classical Literature: Greek Literature, P. Easterling and B. Knox (eds), Cambridge University Press (1985), p. 400
102. ↑  Clouds lines 560–562
103. ↑  Aristophanes: Clouds，第xxix–xxx頁.
104. ↑  Aristophanes: Clouds，第xiv–xv頁.
105. ↑  Plato's Apology, Benjamin Jowett (trans), Wikisource copy: s:Apology (Plato)#33 (section 33)
106. ↑  Aristophanes. . 由Peter Meineck翻译. Ian Storey (Introduction). Hackett Publishing. 2000: x.
107. ↑  Edith Hall and Amanda Wrigley. . Oxford: Legenda. 2007: 9–12.
108. ↑  Politics and Aristophanes: watchword Caution! by Gonda Van Steen in 'The Cambridge Companion to Greek and Roman Theatre' Marianne McDonald and J. Michael Walton (eds), Cambridge University Press 2007, p. 109
109. ↑  e.g. Aristophanes: Lysistrata, The Acharnians, The Clouds A. Sommerstein, Penguin Classics 1975, p. 37
110. ↑  "W. S. Gilbert: A Mid-Victorian Aristophanes" in W. S. Gilbert: A Century of Scholarship and Commentary, John Bush Jones (ed), New York University Press 1970
111. ↑  Birds, l.1447–1448; quotation as translated in Macmillan Dictionary of Political Quotations
112. ↑  "History of the Greek Play" （页面存档备份，存于）, King's College London
113. ↑  Note on Oedipus Tyrannus by Mrs Shelley, quoted in Shelley: Poetical Works Thomas Hutchinson (ed), Oxford University Press 1970, p. 410
114. ↑  . RVWSociety.com. The Ralph Vaughan Williams Society.   [7 September 2014]. （原始内容存档于9 April 2014）.

### 書目
- 阿里斯托芬. 阿里斯托芬喜剧（上），张竹明译. 南京：译林出版社，2007.（古希腊悲剧喜剧全集·第6卷）
- 阿里斯托芬. 阿里斯托芬喜剧（下），张竹明译. 南京：译林出版社，2007.（古希腊悲剧喜剧全集·第7卷）
- 阿里斯托芬. . 由罗, 念生翻译. 上海人民出版社. 2007. ISBN 9787208068728.
- Andrewes, Antony, , Pelican Books, 1981
- Aristophanes. Dover, K. J. , 编. . Oxford University Press. 1970.
- Aristophanes. MacDowell, Douglas , 编. . Oxford University Press. 1978.
- Aristophanes, Hall FW; Geldart WM , 编, , Oxford University Press, 1906
- Barrett, David. . Penguin Books. 1964.
- Barrett, David. Sommerstein, Alan , 编. . Penguin Classics. 2003.
- Hall, Edith & Wrigley, Amanda. . Legenda (Oxford). 2007.
- Handley E, , Easterling P, Knox B  (编), , Cambridge University Press, 1985
- Irvine, Andrew David. . Toronto: University of Toronto Press. 2008.
- Kassel, Rudolf & Austin, Colin,  III.2, De Gruyter (Berlin), 1984
- Konstan, David, , Oxford university Press US, 1995
- Lamb, W. R. M.,  3, Loeb Classical Library, 1975
- Levi P, , Boardman J, Griffin J, Murray O  (编), , Oxford University Press, 1986
- MacDowell, Douglas M.  First Edition, Second Impression. Oxford: Oxford University Press. 1978. ISBN 9780198141822.
- Parker, L. P. E., , Oxford University Press, 1997
- Reckford, Kenneth J., , UNC Press, 1987
- Rennie, W., , Edward Arnold (reproduced by Bibliolife), 1909
- Rosen, Ralph, ,  3, University of Pennsylvania Press (Penn Greek Drama Series), 1999
- Silk, M. S., , Oxford University Press, 2002
- Somerstein, Alan, , Penguin Books, 1973
- Storey, Ian, , , translation by Peter Meineck, Hackett Publishing, 1998
- Van Steen G, , McDonald M, Walton JM  (编), , Cambridge University Press, 2007
- Welsh, D., ,  33, 1983
- David, Ephraim. . Leiden, Netherlands: Brill. 1984.
- Edwards, Anthony T. . Transactions of the American Philological Association. 1991, 121: 157–179. JSTOR 284450. doi:10.2307/284450.
- Jeffrey Henderson, Professor of Classics at University of Southern California. . Oxford University Press. 1991. ISBN 978-0-19-536199-5.
  - reviewed （页面存档备份，存于）  by W. J. Slater, Phoenix, Vol. 30, No. 3 (Autumn, 1976), pp. 291–293 doi:10.2307/1087300
- Lee, Jae Num. "Scatology in Continental Satirical Writings from Aristophanes to Rabelais" and "English Scatological Writings from Skelton to Pope." Swift and Scatological Satire. Albuquerque: U of New Mexico P, 1971. 7–22; 23–53.
- Loscalzo, Donato. . 2010. ISBN 978-88-6274-245-0.
- Aristophanes and the Comic Hero （页面存档备份，存于） by Cedric H. Whitman Author(s) of Review: H. Lloyd Stow The American Journal of Philology, Vol. 87, No. 1 (Jan., 1966), pp. 111–113
- MacDowell, Douglas M. . Oxford and New York: Oxford University Press. 1995. ISBN 978-0198721598.
- Murray, Gilbert. . Oxford and New York: Oxford University Press. 1933.
- Platter, Charles. . JHUP. 2006. ISBN 978-0-8018-8527-3.
- G. M. Sifakis The Structure of Aristophanic Comedy （页面存档备份，存于） The Journal of Hellenic Studies, Vol. 112, 1992 (1992), pp. 123–142 doi:10.2307/632156
- Taaffe, L. K. . London and New York: Routledge. 1993.
- Ussher, Robert Glenn. . Oxford: Clarendon Press. 1979.
- Van Steen, Gonda. 2000 Venom in Verse: Aristophanes in Modern Greece. （页面存档备份，存于） Princeton University Press.
- Jstor.org, The American Journal of Philology, 1996.
- Life, death and Aristophanes' concept of Eros in Saul Bellow's "Ravelstein". （页面存档备份，存于）